# St. Clara (Basel)

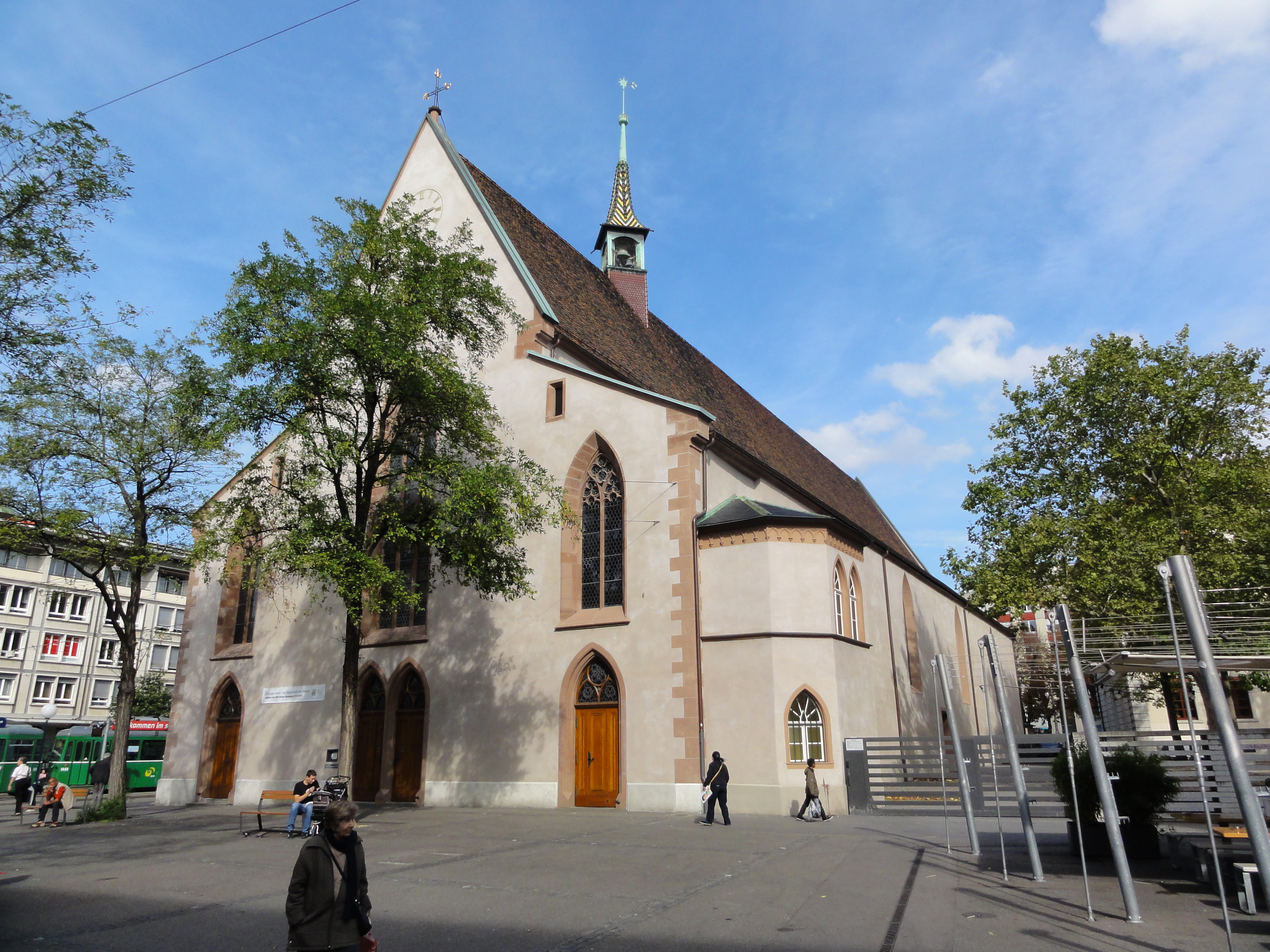
St. Clarakirche

Die Kirche St. Clara ist eine römisch-katholische Pfarrkirche in der Schweizer Stadt Basel. Sie steht im Kleinbasler Quartier Clara und dominiert den Claraplatz.

## Geschichte
An Stelle der heutigen Kirche befand sich ursprünglich ein Kloster der Sackbrüder. Dieser Orden wurde 1274 durch Beschluss des Zweiten Konzils von Lyon aufgehoben. 1279 übergab Bischof Heinrich von Isny das verwaiste Kloster dem Orden der Clarissen, welcher seit 1266 in Basel nachgewiesen ist. Im Jahr 1320 umfasste die circa 60 Meter lange Kirche einen saalförmigen Langchor, den Nonnenchor, von sechs Säulenjochen mit Polygonschluss. Daran anschliessend befand sich ein etwa gleich langes, dreischiffiges Langhaus, auch Leutkirche genannt. Das Gebäude war durchgehend flachgedeckt. Von diesem Vorgängerbau stammen die vier westlichen Joche, welche man in der heutigen Kirche findet.
Im Gefolge der Reformation wurde 1531 der Nonnenchor abgebrochen und an seiner Stelle ein Bollwerk an das Schiff angebaut. Ab 1798 erhielten die Basler Katholiken Gastrecht in der Kirche und 1853 wurde der Langchor der wachsenden Gemeinde übergeben. 1858–1861 erfolgte eine Vergrösserung der Kirche.
Stadtbaumeister Amadeus Merian brach 1858/1859 das Bollwerk ab, verdoppelte den Altbau nach gotischen Vorbildern auf neun Joche, welche in einem kurzen, polygonalen Gewölbechor mündete. Das Langhaus und der Chor erhielten ein Spitzdach und auf dem Kirchendach thront ein Dachreiter mit Glocke. In der Kirche befinden sich Glasfenster von Giuseppe Scartezzini.

## Orgel
Die Orgel wurde 1993 von Metzler Orgelbau (Dietikon) erbaut. Das Instrument hat 40 klingende Register auf drei Manualen und Pedal. Die Spiel- und Registertrakturen sind mechanisch.
| I Rückpositiv C– |       |
| Gedackt          | 8′    |
| Principal        | 4′    |
| Rohrflöte        | 4′    |
| Octave           | 2′    |
| Larigot          | 1 ⁄3′ |
| Sesquialtera II  |       |
| Scharf           | 1′    |
| Vox Humana       | 8′    |
| Kanaltremulant   |       |

| II Hauptwerk C– |       |
| Bourdon         | 16′   |
| Principal       | 8′    |
| Hohlflöte       | 8′    |
| Octave          | 4′    |
| Spitzflöte      | 4′    |
| Quinte          | 2 ⁄3′ |
| Superoktave     | 2′    |
| Mixtur          | 1 ⁄3′ |
| Cornet V        |       |
| Fagott          | 16′   |
| Trompete        | 8′    |
| Tremulant       |       |

| III Schwellwerk C– |        |
| Principal          | 8′     |
| Rohrflöte          | 8′     |
| Salicional         | 8′     |
| Unda maris         | 8′     |
| Octave             | 4′     |
| Nachthorn          | 4′     |
| Nasard             | 2 ⁄3′  |
| Waldflöte          | 2′     |
| Terz               | 1 3⁄5′ |
| Mixtur             | 2′     |
| Trompete           | 8′     |
| Oboe               | 8′     |

| Pedal C–      |     |
| Principalbass | 16′ |
| Subbass       | 16′ |
| Octavbass     | 8′  |
| Bourdon       | 8′  |
| Octave        | 4′  |
| Mixtur        | 2′  |
| Posaune       | 16′ |
| Trompete      | 8′  |
| Clairon       | 4′  |

- Koppeln: I/II, III/II, I/P, II/P, III/P

## Sonstiges Engagement
Neben der religiösen Tätigkeiten in der Kirche St. Clara finden dort ebenfalls immer wieder andere kulturelle Veranstaltungen statt wie etwa Buchvernissagen oder Ausstellungen. So zeigte beispielsweise im Sommer 2019 die Basler Künstlerin Heikedine Günther dort Malerei in der Ausstellung «Core & Cosmos». Über die Website der Kirche ist es ebenfalls möglich verschiedene Räume der Pfarrei St. Clara zu mieten.